# Tsjechië op de Olympische Zomerspelen 2024
Tsjechië nam deel aan de Olympische Zomerspelen 2024 in Parijs, Frankrijk.

## Medailleoverzicht
| Medaille | Naam                                            | Sport     | Onderdeel       | Datum       |
| -------- | ----------------------------------------------- | --------- | --------------- | ----------- |
| Goud     | Kateřina Siniaková Tomáš Macháč                 | Tennis    | Dubbelspel (x)  | 2 augustus  |
| Goud     | Martin Fuksa                                    | Kanovaren | C1 1000 m (m)   | 9 augustus  |
| Goud     | Josef Dostál                                    | Kanovaren | K1 1000 m (m)   | 10 augustus |
|          |                                                 |           |                 |             |
| Brons    | Jiří Beran Jakub Jurka Martin Rubeš Michal Čupr | Schermen  | Degen team (m)  | 2 augustus  |
| Brons    | Nikola Ogrodníková                              | Atletiek  | Speerwerpen (v) | 10 augustus |

## Aantal Deelnemers
Hieronder volgt een overzicht van de atleten die deelnamen aan de Olympische Zomerspelen van 2024.
| Sport            | Mannen | Vrouwen | Totaal |
| ---------------- | ------ | ------- | ------ |
| Atletiek         | 17     | 13      | 30     |
| Badminton        | 3      | 1       | 4      |
| Boogschieten     | 1      | 1       | 2      |
| Gewichtheffen    | 1      | 0       | 1      |
| Golf             | 0      | 2       | 2      |
| Gymnastiek       | 0      | 1       | 1      |
| Judo             | 2      | 1       | 3      |
| Kanovaren        | 7      | 4       | 11     |
| Klimsport        | 1      | 0       | 1      |
| Moderne vijfkamp | 2      | 2       | 4      |
| Paardensport     | 2      | 0       | 2      |
| Roeien           | 2      | 4       | 6      |
| Schermen         | 5      | 0       | 5      |
| Schietsport      | 7      | 2       | 9      |
| Taekwondo        | 0      | 2       | 2      |
| Tafeltennis      | 0      | 1       | 1      |
| Tennis           | 3      | 4       | 7      |
| Triatlon         | 0      | 1       | 1      |
| Volleybal        | 2      | 2       | 4      |
| Wielersport      | 4      | 3       | 7      |
| Worstelen        | 1      | 0       | 1      |
| Zeilen           | 0      | 3       | 3      |
| Zwemmen          | 3      | 2       | 5      |
| Totaal           | 62     | 49      | 111    |

## Deelnemers en Resultaten

### Atletiek

#### Loopnummers
Mannen
| Atleet         | Onderdeel           | Voorronde | Voorronde | Series   | Series | Herkansingen   | Herkansingen   | Halve finale   | Halve finale   | Finale         | Finale         |
| Atleet         | Onderdeel           | Tijd      | Rang      | Tijd     | Rang   | Tijd           | Rang           | Tijd           | Rang           | Tijd           | Rang           |
| -------------- | ------------------- | --------- | --------- | -------- | ------ | -------------- | -------------- | -------------- | -------------- | -------------- | -------------- |
| Eduard Kubelík | 200 m               | n.v.t.    | n.v.t.    | 21,14    | 8 H    | 21,20          | 6              | niet geplaatst | niet geplaatst | niet geplaatst | niet geplaatst |
| Ondřej Macík   | 200 m               | n.v.t.    | n.v.t.    | 21,04    | 6 H    | 21,14          | 5              | Niet geplaatst | Niet geplaatst | Niet geplaatst | Niet geplaatst |
| Tomáš Němejc   | 200 m               | n.v.t.    | n.v.t.    | 21,03    | 7 H    | 20,84          | 5              | niet geplaatst | niet geplaatst | niet geplaatst | niet geplaatst |
| Matěj Krsek    | 400 m               | 45,71     | 8 H       | 45,53 PB | 2      | niet geplaatst | niet geplaatst | niet geplaatst | niet geplaatst |                |                |
| Jakub Dudycha  | 800 m               | 1.45,62   | 4 H       | 1.49,94  | 7      | niet geplaatst | niet geplaatst | niet geplaatst | niet geplaatst |                |                |
| Vít Müller     | 400 m horden        | 49,44     | 6 H       | 48,96    | 8      | niet geplaatst | niet geplaatst | niet geplaatst | niet geplaatst |                |                |
| Tomáš Habarta  | 3000 m steeplechase | DNF       | DNF       | n.v.t.   | n.v.t. | n.v.t.         | n.v.t.         | niet geplaatst | niet geplaatst |                |                |

Vrouwen
| atlete               | onderdeel          | voorronde | voorronde | series   | series | herkansingen | herkansingen | halve finale   | halve finale   | finale         | finale         |
| atlete               | onderdeel          | tijd      | rang      | tijd     | rang   | tijd         | rang         | tijd           | rang           | tijd           | rang           |
| -------------------- | ------------------ | --------- | --------- | -------- | ------ | ------------ | ------------ | -------------- | -------------- | -------------- | -------------- |
| Karolína Maňasová    | 100 m              | bye       | bye       | 11,11 PB | 18 q   | n.v.t.       | n.v.t.       | 11,35          | 8              | niet geplaatst | niet geplaatst |
| Lurdes Gloria Manuel | 400 m              | n.v.t.    | n.v.t.    | 52,20    | 6 H    | 50,81        | 3 q          | 51,42          | 8              | niet geplaatst | niet geplaatst |
| Tereza Petržilková   | 400 m              | n.v.t.    | n.v.t.    | 51,92    | 7 H    | 51,46 SB     | 4            | niet geplaatst | niet geplaatst | niet geplaatst | niet geplaatst |
| Lada Vondrová        | 400 m              | n.v.t.    | n.v.t.    | 51,80    | 5 H    | 52,15        | 5            | niet geplaatst | niet geplaatst | niet geplaatst | niet geplaatst |
| Kristiina Mäki       | 1500 m             | n.v.t.    | n.v.t.    | 4.06,07  | 7 H    | 4.07,80      | 5            | niet geplaatst | niet geplaatst | niet geplaatst | niet geplaatst |
| Nikoleta Jíchová     | 400 m horden       | n.v.t.    | n.v.t.    | 55,45    | 5 H    | 55,31        | 4            | niet geplaatst | niet geplaatst | niet geplaatst | niet geplaatst |
| Tereza Hrochová      | marathon           | n.v.t.    | n.v.t.    | n.v.t.   | n.v.t. | n.v.t.       | n.v.t.       | n.v.t.         | n.v.t.         | 2.30.00        | 26             |
| Moira Stewartová     | marathon           | n.v.t.    | n.v.t.    | n.v.t.   | n.v.t. | n.v.t.       | n.v.t.       | n.v.t.         | n.v.t.         | 2.38.07 SB     | 66             |
| Eliška Martínková    | 20 km snelwandelen | n.v.t.    | n.v.t.    | n.v.t.   | n.v.t. | n.v.t.       | n.v.t.       | n.v.t.         | n.v.t.         | 1.32.30        | 27             |

Gemengd
| atleten                      | onderdeel             | finale | finale |
| atleten                      | onderdeel             | tijd   | rang   |
| ---------------------------- | --------------------- | ------ | ------ |
| Vít Hlaváč Eliška Martínková | marathon snelwandelen | DNF    | DNF    |

#### Technische nummers
Mannen
| atleet              | onderdeel        | kwalificaties | kwalificaties | finale         | finale         |
| atleet              | onderdeel        | afstand       | rang          | afstand        | rang           |
| ------------------- | ---------------- | ------------- | ------------- | -------------- | -------------- |
| Patrik Hájek        | hamerslingeren   | 68,80 m       | 31            | niet geplaatst | niet geplaatst |
| Volodymyr Myslyvčuk | hamerslingeren   | 73,84 m       | 16            | niet geplaatst | niet geplaatst |
| Tomáš Staněk        | kogelstoten      | 21,61 m SB    | 2 Q           | 20,37 m        | 10             |
| Jan Štefela         | hoogspringen     | 2,24 m        | 9 q           | 2,22 m         | 9              |
| David Holý          | polsstokspringen | 5,60 m        | 20            | niet geplaatst | niet geplaatst |
| Matěj Ščerba        | polsstokspringen | 5,40 m        | 23            | niet geplaatst | niet geplaatst |
| Jakub Vadlejch      | speerwerpen      | 85,63 m       | 7 Q           | 88,50 m        | 4              |
| Radek Juška         | verspringen      | 8,15 m        | 2 Q           | 7,83 m         | 10             |
| Petr Meindlschmid   | verspringen      | 6,97 m        | 30            | niet geplaatst | niet geplaatst |

Vrouwen
| atleet             | onderdeel        | kwalificaties | kwalificaties | finale         | finale         |
| atleet             | onderdeel        | afstand       | rang          | afstand        | rang           |
| ------------------ | ---------------- | ------------- | ------------- | -------------- | -------------- |
| Michaela Hrubá     | hoogspringen     | 1,88 m        | 15            | niet geplaatst | niet geplaatst |
| Amálie Švábíková   | polsstokspringen | 4,55 m        | 1 Q           | 4,80 m NR      | 5              |
| Nikola Ogrodníková | speerwerpen      | 61,16 m       | 11 q          | 63,68 m SB     | Brons          |
| Petra Sičáková     | speerwerpen      | 60,47 m       | 14            | niet geplaatst | niet geplaatst |

### Badminton
Mannen
| atleet                   | onderdeel  | groepsfase                        | groepsfase                         | groepsfase                         | groepsfase | eliminatie           | kwartfinale          | halve finale         | finale / BM          | finale / BM    |
| atleet                   | onderdeel  | tegenstander uitslag              | tegenstander uitslag               | tegenstander uitslag               | rang       | tegenstander uitslag | tegenstander uitslag | tegenstander uitslag | tegenstander uitslag | rang           |
| ------------------------ | ---------- | --------------------------------- | ---------------------------------- | ---------------------------------- | ---------- | -------------------- | -------------------- | -------------------- | -------------------- | -------------- |
| Jan Louda                | enkelspel  | Loh K Y V 13-21, 10-21            | Canjura W 21-12, 21-10             | n.v.t.                             | 2          | niet geplaatst       | niet geplaatst       | niet geplaatst       | niet geplaatst       | niet geplaatst |
| Ondřej Král Adam Mendrek | dubbelspel | Kang M-h - Seo S-j V 12-21, 17-21 | Supak - Kittinipong V 10-21, 13-21 | C. Popov - T. Popov V 18-21, 13-21 | 4          | n.v.t.               | niet geplaatst       | niet geplaatst       | niet geplaatst       | niet geplaatst |

Vrouwen
| atleet           | onderdeel | groepsfase                    | groepsfase             | groepsfase           | groepsfase | eliminatie           | kwartfinale          | halve finale         | finale / BM          | finale / BM    |
| atleet           | onderdeel | tegenstander uitslag          | tegenstander uitslag   | tegenstander uitslag | rang       | tegenstander uitslag | tegenstander uitslag | tegenstander uitslag | tegenstander uitslag | rang           |
| ---------------- | --------- | ----------------------------- | ---------------------- | -------------------- | ---------- | -------------------- | -------------------- | -------------------- | -------------------- | -------------- |
| Tereza Švábíková | enkelspel | Buhrova V 19-21, 21-19, 18-21 | Tunjung V 12-21, 18-21 | n.v.t.               | 3          | niet geplaatst       | niet geplaatst       | niet geplaatst       | niet geplaatst       | niet geplaatst |

### Boogschieten
Mannen
| atleet  | onderdeel   | plaatsingsronde | plaatsingsronde | eerste ronde         | tweede ronde         | derde ronde          | kwartfinale          | halve finale         | finale / BM          | finale / BM    |
| atleet  | onderdeel   | score           | rang            | tegenstander uitslag | tegenstander uitslag | tegenstander uitslag | tegenstander uitslag | tegenstander uitslag | tegenstander uitslag | rang           |
| ------- | ----------- | --------------- | --------------- | -------------------- | -------------------- | -------------------- | -------------------- | -------------------- | -------------------- | -------------- |
| Adam Li | individueel | 627             | 61              | Bommadevara V 1 - 7  | niet geplaatst       | niet geplaatst       | niet geplaatst       | niet geplaatst       | niet geplaatst       | niet geplaatst |

Vrouwen
| atleet          | onderdeel   | plaatsingsronde | plaatsingsronde | eerste ronde          | tweede ronde         | derde ronde          | kwartfinale          | halve finale         | finale / BM          | finale / BM    |
| atleet          | onderdeel   | score           | rang            | tegenstander uitslag  | tegenstander uitslag | tegenstander uitslag | tegenstander uitslag | tegenstander uitslag | tegenstander uitslag | rang           |
| --------------- | ----------- | --------------- | --------------- | --------------------- | -------------------- | -------------------- | -------------------- | -------------------- | -------------------- | -------------- |
| Marie Horáčková | individueel | 651             | 31              | Abdusattorova W 6 - 2 | Nam S-h V 3 - 7      | niet geplaatst       | niet geplaatst       | niet geplaatst       | niet geplaatst       | niet geplaatst |

Gemengd
| atleet                  | onderdeel | plaatsingsronde | plaatsingsronde | eerste ronde         | kwartfinale          | halve finale         | finale / BM          | finale / BM    |
| atleet                  | onderdeel | score           | rang            | tegenstander uitslag | tegenstander uitslag | tegenstander uitslag | tegenstander uitslag | rang           |
| ----------------------- | --------- | --------------- | --------------- | -------------------- | -------------------- | -------------------- | -------------------- | -------------- |
| Adam Li Marie Horáčková | team      | 1278            | 25              | niet geplaatst       | niet geplaatst       | niet geplaatst       | niet geplaatst       | niet geplaatst |

### Gewichtheffen
Mannen
| atleet       | onderdeel | trekken | trekken | stoten | stoten | totaal | rang |
| atleet       | onderdeel | score   | rang    | score  | rang   | totaal | rang |
| ------------ | --------- | ------- | ------- | ------ | ------ | ------ | ---- |
| Kamil Kučera | +102 kg   | 110     | 11      | 140    | 11     | 250    | 11   |

### Golf
| atleet         | onderdeel | eerste ronde | tweede ronde | derde ronde | vierde ronde | totaal | totaal | totaal |
| atleet         | onderdeel | score        | score        | score       | score        | score  | par    | rang   |
| -------------- | --------- | ------------ | ------------ | ----------- | ------------ | ------ | ------ | ------ |
| Sára Kousková  | vrouwen   | 73           | 77           | 79          | 77           | 306    | +18    | 55     |
| Klára Spilková | vrouwen   | 77           | 73           | 70          | 76           | 296    | +8     | 41     |

### Gymnastiek

#### Turnen
Vrouwen
| Turnster(s)     | Onderdeel | Kwalificatie | Kwalificatie | Kwalificatie | Kwalificatie | Kwalificatie | Kwalificatie | Finale         | Finale         | Finale         | Finale         | Finale         | Finale         |
| Turnster(s)     | Onderdeel | Toestel      | Toestel      | Toestel      | Toestel      | Totaal       | Plaats       | Toestel        | Toestel        | Toestel        | Toestel        | Totaal         | Plaats         |
| Turnster(s)     | Onderdeel | Sprong       | Brug         | Balk         | Vloer        | Totaal       | Plaats       | Sprong         | Brug           | Balk           | Vloer          | Totaal         | Plaats         |
| --------------- | --------- | ------------ | ------------ | ------------ | ------------ | ------------ | ------------ | -------------- | -------------- | -------------- | -------------- | -------------- | -------------- |
| Soňa Artamonová | meerkamp  | 13,000       | 12,333       | 12,966       | 12,300       | 50,599       | 46           | niet geplaatst | niet geplaatst | niet geplaatst | niet geplaatst | niet geplaatst | niet geplaatst |

### Judo
Mannen
| atleet         | onderdeel | eerste ronde         | tweede ronde            | derde ronde          | kwartfinale          | halve finale         | herkansing           | finale / BM          | finale / BM    |
| atleet         | onderdeel | tegenstander uitslag | tegenstander uitslag    | tegenstander uitslag | tegenstander uitslag | tegenstander uitslag | tegenstander uitslag | tegenstander uitslag | rang           |
| -------------- | --------- | -------------------- | ----------------------- | -------------------- | -------------------- | -------------------- | -------------------- | -------------------- | -------------- |
| David Klammert | −90 kg    | n.v.t.               | Ngayap Hambou V 00 - 10 | niet geplaatst       | niet geplaatst       | niet geplaatst       | niet geplaatst       | niet geplaatst       | niet geplaatst |
| Lukáš Krpálek  | +100 kg   | n.v.t.               | Snippe W 10 - 00        | Saito V 00 - 10      | niet geplaatst       | niet geplaatst       | niet geplaatst       | niet geplaatst       | niet geplaatst |

Vrouwen
| atlete         | onderdeel | eerste ronde         | tweede ronde         | kwartfinale          | halve finale         | herkansing           | finale / BM          | finale / BM    |
| atlete         | onderdeel | tegenstander uitslag | tegenstander uitslag | tegenstander uitslag | tegenstander uitslag | tegenstander uitslag | tegenstander uitslag | rang           |
| -------------- | --------- | -------------------- | -------------------- | -------------------- | -------------------- | -------------------- | -------------------- | -------------- |
| Renata Zachová | −63 kg    | Özbas V 00 - 01      | niet geplaatst       | niet geplaatst       | niet geplaatst       | niet geplaatst       | niet geplaatst       | niet geplaatst |

### Kanovaren

#### Kayak Cross
| atleet            | onderdeel | tijdrit | tijdrit | ronde 1 | herkansingen | serie | kwartfinale    | halve finale   | finale         | finale |
| atleet            | onderdeel | tijd    | rang    | rang    | rang         | rang  | rang           | rang           | rang           | rang   |
| ----------------- | --------- | ------- | ------- | ------- | ------------ | ----- | -------------- | -------------- | -------------- | ------ |
| Lukáš Rohan       | mannen    | 69,80   | 15      | 2 Q     | bye          | 2 Q   | 2 Q            | 2 FA           | 4              | 4      |
| Jiří Prskavec     | mannen    | 71,71   | 21      | 3 H     | 1 Q          | 2 Q   | 3              | niet geplaatst | niet geplaatst | 11     |
| Tereza Fišerová   | vrouwen   | 81,17   | 33      | 3 H     | 1 Q          | 3     | niet geplaatst | niet geplaatst | niet geplaatst | 23     |
| Antonie Galušková | vrouwen   | 73,75   | 11      | 1 Q     | bye          | 4     | niet geplaatst | niet geplaatst | niet geplaatst | 25     |

#### Slalom
Mannen
| atleet        | onderdeel  | series | series | series | series | series    | series | halve finale | halve finale | finale | finale |
| atleet        | onderdeel  | run 1  | rang   | run 2  | rang   | beste run | rang   | tijd         | rang         | tijd   | rang   |
| ------------- | ---------- | ------ | ------ | ------ | ------ | --------- | ------ | ------------ | ------------ | ------ | ------ |
| Lukáš Rohan   | C-1 slalom | 95,63  | 10     | 97,74  | 8      | 95,63     | 12 Q   | 101,54       | 10 Q         | 98,09  | 6      |
| Jiří Prskavec | K-1 slalom | 83,74  | 2      | 84,90  | 2      | 83,74     | 2 Q    | 92,53        | 6 Q          | 91,74  | 8      |

Vrouwen
| atlete            | onderdeel  | series | series | series | series | series    | series | halve finale | halve finale | finale         | finale         |
| atlete            | onderdeel  | run 1  | rang   | run 2  | rang   | beste run | rang   | tijd         | rang         | tijd           | rang           |
| ----------------- | ---------- | ------ | ------ | ------ | ------ | --------- | ------ | ------------ | ------------ | -------------- | -------------- |
| Gabriela Satková  | C-1 slalom | 99,44  | 1      | 106,54 | 7      | 99,94     | 1 Q    | 105,55       | 1 Q          | 114,22         | 7              |
| Antonie Galušková | K-1 slalom | 96,42  | 6      | 94,49  | 5      | 94,49     | 5 Q    | 155,66       | 21           | niet geplaatst | niet geplaatst |

#### Sprint
Mannen
| atleet                    | onderdeel  | series  | series | kwartfinale | kwartfinale | halve finale | halve finale | finale     | finale |
| atleet                    | onderdeel  | tijd    | rang   | tijd        | rang        | tijd         | rang         | tijd       | rang   |
| ------------------------- | ---------- | ------- | ------ | ----------- | ----------- | ------------ | ------------ | ---------- | ------ |
| Martin Fuksa              | C-1 1000 m | 3.50,39 | 1 HF   | bye         | bye         | 3.44,69      | 1 FA         | 3.43,16 OR | Goud   |
| Martin Fuksa Petr Fuksa   | C-2 500 m  | 1.41,49 | 3 KF   | 1.41,02     | 3 HF        | 1.42,69      | 4 FA         | 1.41,83    | 7      |
| Josef Dostál              | K-1 1000 m | 3.37,83 | 2 HF   | bye         | bye         | 3.29,05      | 3 FA         | 3.24,07    | Goud   |
| Daniel Havel Jakub Špicar | K-2 500 m  | 1.29,73 | 3 KF   | 1.28,36     | 1 HF        | 1.28,71      | 3 FA         | 1.29,29    | 7      |

Vrouwen
| atleet           | onderdeel | series  | series | kwartfinale | kwartfinale | halve finale | halve finale | finale  | finale |
| atleet           | onderdeel | tijd    | rang   | tijd        | rang        | tijd         | rang         | tijd    | rang   |
| ---------------- | --------- | ------- | ------ | ----------- | ----------- | ------------ | ------------ | ------- | ------ |
| Anežka Paloudová | K-1 500 m | 1.51,90 | 3 H    | 1.49,43     | 1 HF        | 1.51,47      | 4 FB         | 1.54,31 | 15     |

### Klimsport

#### Boulder & Lead combined
| Atleet     | Onderdeel | Kwalificatie | Kwalificatie | Kwalificatie | Kwalificatie | Kwalificatie | Kwalificatie | Finale    | Finale  | Finale    | Finale | Finale | Finale |
| Atleet     | Onderdeel | Boulder      | Boulder      | Lead         | Lead         | Totaal       | Rang         | Boulder   | Boulder | Lead      | Lead   | Totaal | Rang   |
| Atleet     | Onderdeel | Resultaat    | Rang         | Resultaat    | Rang         | Totaal       | Rang         | Resultaat | Rang    | Resultaat | Rang   | Totaal | Rang   |
| ---------- | --------- | ------------ | ------------ | ------------ | ------------ | ------------ | ------------ | --------- | ------- | --------- | ------ | ------ | ------ |
| Adam Ondra | mannen    | 48,7         | 5            | 68,1         | 2            | 116,8        | 3 Q          | 24,1      | 7       | 96,0      | 1      | 120,1  | 6      |

### Moderne vijfkamp
| atleet           | onderdeel | onderdeel    | schermen (degen) | schermen (degen) | schermen (degen) | schermen (degen) | zwemmen (200 m vrije slag) | zwemmen (200 m vrije slag) | zwemmen (200 m vrije slag) | paardrijden (springen) | paardrijden (springen) | paardrijden (springen) | combinatie: schieten/lopen (10 m luchtpistool)/(3000 m) | combinatie: schieten/lopen (10 m luchtpistool)/(3000 m) | combinatie: schieten/lopen (10 m luchtpistool)/(3000 m) | totaal punten | rang |
| atleet           | onderdeel | onderdeel    | RR               | BR               | rang             | punten           | tijd                       | rang                       | punten                     | strafpunten            | rang                   | punten                 | tijd                                                    | rang                                                    | punten                                                  | totaal punten | rang |
| ---------------- | --------- | ------------ | ---------------- | ---------------- | ---------------- | ---------------- | -------------------------- | -------------------------- | -------------------------- | ---------------------- | ---------------------- | ---------------------- | ------------------------------------------------------- | ------------------------------------------------------- | ------------------------------------------------------- | ------------- | ---- |
| Marek Grycz      | mannen    | halve finale | 10-25            | 0                | 34               | 175              | 2.00,60                    | 6                          | 309                        | 14                     | 12                     | 286                    | 10.16,03                                                | 8                                                       | 684                                                     | 1454          | 14   |
| Marek Grycz      | mannen    | finale       | niet geplaatst   | niet geplaatst   | niet geplaatst   | niet geplaatst   | niet geplaatst             | niet geplaatst             | niet geplaatst             | niet geplaatst         | niet geplaatst         | niet geplaatst         | niet geplaatst                                          | niet geplaatst                                          |                                                         |               |      |
| Martin Vlach     | mannen    | halve finale | 12-23            | 2                | 32               | 187              | 2.07,93                    | 16                         | 295                        | 0                      | 3                      | 300                    | 9.47,46 OR                                              | 1                                                       | 713                                                     | 1495          | 10   |
| Martin Vlach     | mannen    | finale       | niet geplaatst   | niet geplaatst   | niet geplaatst   | niet geplaatst   | niet geplaatst             | niet geplaatst             | niet geplaatst             | niet geplaatst         | niet geplaatst         | niet geplaatst         | niet geplaatst                                          | niet geplaatst                                          |                                                         |               |      |
| Lucie Hlaváčková | vrouwen   | halve finale | 16-19            | 2                | 22               | 207              | 2.19,46                    | 11                         | 272                        | 11.24,77               | 0                      | 1                      | 300                                                     | 4                                                       | 616                                                     | 1395          | 6 Q  |
| Lucie Hlaváčková | vrouwen   | finale       | 16-19            | 4                | 22               | 209              | 2.20,54                    | 13                         | 269                        | 7                      | 11                     | 293                    | 11.08,44                                                | 6                                                       | 632                                                     | 1403          | 10   |
| Veronika Novotná | vrouwen   | halve finale | 22-13            | 2                | 4                | 237              | 2.20,97                    | 13                         | 269                        | 7                      | 12                     | 293                    | 13.03,98                                                | 18                                                      | 517                                                     | 1316          | 14   |
| Veronika Novotná | vrouwen   | finale       | niet geplaatst   | niet geplaatst   | niet geplaatst   | niet geplaatst   | niet geplaatst             | niet geplaatst             | niet geplaatst             | niet geplaatst         | niet geplaatst         | niet geplaatst         | niet geplaatst                                          | niet geplaatst                                          |                                                         |               |      |

### Paardensport

#### Eventing
| ruiter           | paard         | onderdeel   | dressuur    | dressuur | cross-country | cross-country | cross-country | springen       | springen       | springen       | springen       | springen       | springen       | totaal         | totaal         |
| ruiter           | paard         | onderdeel   | dressuur    | dressuur | cross-country | cross-country | cross-country | kwalificatie   | kwalificatie   | kwalificatie   | finale         | finale         | finale         | totaal         | totaal         |
| ruiter           | paard         | onderdeel   | strafpunten | rang     | strafpunten   | totaal        | rang          | strafpunten    | totaal         | rang           | strafpunten    | totaal         | rang           | strafpunten    | rang           |
| ---------------- | ------------- | ----------- | ----------- | -------- | ------------- | ------------- | ------------- | -------------- | -------------- | -------------- | -------------- | -------------- | -------------- | -------------- | -------------- |
| Miloslav Příhoda | Ferreolus Lat | individueel | 35,70       | 45       | EL            | EL            | EL            | niet geplaatst | niet geplaatst | niet geplaatst | niet geplaatst | niet geplaatst | niet geplaatst | niet geplaatst | niet geplaatst |
| Miroslav Trunda  | Shutterflyke  | individueel | 53,00       | 63       | 72,00         | 125,00        | 56            | 30,00          | 155,00         | 50             | niet geplaatst | niet geplaatst | niet geplaatst | 155,00         | 50             |

### Roeien
Mannen
| atleet                        | onderdeel          | series  | series | herkansingen | herkansingen | kwartfinale | kwartfinale | halve finale | halve finale | finale  | finale |
| atleet                        | onderdeel          | tijd    | rang   | tijd         | rang         | tijd        | rang        | tijd         | rang         | tijd    | rang   |
| ----------------------------- | ------------------ | ------- | ------ | ------------ | ------------ | ----------- | ----------- | ------------ | ------------ | ------- | ------ |
| Jiří Šimánek Miroslav Vraštil | lichte dubbel-twee | 6.34,33 | 2 HA/B | bye          | bye          | n.v.t.      | n.v.t.      | 6.25,99      | 3 FA         | 6.21,00 | 6      |

Vrouwen
| atleet                              | onderdeel   | series  | series | herkansingen | herkansingen | kwartfinale | kwartfinale | halve finale | halve finale | finale  | finale |
| atleet                              | onderdeel   | tijd    | rang   | tijd         | rang         | tijd        | rang        | tijd         | rang         | tijd    | rang   |
| ----------------------------------- | ----------- | ------- | ------ | ------------ | ------------ | ----------- | ----------- | ------------ | ------------ | ------- | ------ |
| Lenka Lukšová Anna Šantrůčková      | dubbeltwee  | 6.55,16 | 2 HA/B | bye          | bye          | n.v.t.      | n.v.t.      | 6.54,76      | 4 FB         | 6.49,92 | 8      |
| Pavlína Flamíková Radka Novotníková | twee-zonder | 7.28,23 | 3 HA/B | bye          | bye          | n.v.t.      | n.v.t.      | 7.33,68      | 6 FB         | 7.10,46 | 10     |

Legenda: FA=finale A (medailles); FB=finale B (geen medailles); FC=finale C (geen medailles); FD=finale D (geen medailles); FE=finale E (geen medailles); FF=finale F (geen medailles); HA/B=halve finale A/B; HC/D=halve finale C/D; HE/F=halve finale E/F; KF=kwartfinale; H=herkansing

### Schermen
Mannen
| atleet                                          | onderdeel  | eerste ronde         | tweede ronde         | derde ronde          | kwartfinale          | halve finale         | finale / BM          | finale / BM    |
| atleet                                          | onderdeel  | tegenstander uitslag | tegenstander uitslag | tegenstander uitslag | tegenstander uitslag | tegenstander uitslag | tegenstander uitslag | rang           |
| ----------------------------------------------- | ---------- | -------------------- | -------------------- | -------------------- | -------------------- | -------------------- | -------------------- | -------------- |
| Jiří Beran                                      | degen      | bye                  | Cannone V 8 - 15     | niet geplaatst       | niet geplaatst       | niet geplaatst       | niet geplaatst       | niet geplaatst |
| Jakub Jurka                                     | degen      | Mohsen W 15 - 8      | Siklósi V 5 - 15     | niet geplaatst       | niet geplaatst       | niet geplaatst       | niet geplaatst       | niet geplaatst |
| Martin Rubeš                                    | degen      | bye                  | Di Veroli V 10 - 14  | niet geplaatst       | niet geplaatst       | niet geplaatst       | niet geplaatst       | niet geplaatst |
| Jiří Beran Jakub Jurka Martin Rubeš Michal Čupr | degen team | n.v.t.               | n.v.t.               | n.v.t.               | Italië W 43 - 38     | Japan V 37 - 45      | Frankrijk W 43 - 41  | Brons          |
| Alexander Choupenitch                           | floret     | bye                  | Siess W 15 - 3       | Bianchi V 5 - 15     | niet geplaatst       | niet geplaatst       | niet geplaatst       | niet geplaatst |

### Schietsport
Mannen
| atleet            | onderdeel               | kwalificaties | kwalificaties | finale         | finale         |
| atleet            | onderdeel               | punten        | rang          | punten         | rang           |
| ----------------- | ----------------------- | ------------- | ------------- | -------------- | -------------- |
| František Smetana | 10 m luchtgeweer        | 625,5         | 38            | niet geplaatst | niet geplaatst |
| Jiří Přívratský   | 10 m luchtgeweer        | 627,8         | 23            | niet geplaatst | niet geplaatst |
| Jiří Přívratský   | 50 m geweer 3 houdingen | 590-35x       | 8 Q           | 440,7          | 4              |
| Petr Nymburský    | 50 m geweer 3 houdingen | 590-32x       | 9             | niet geplaatst | niet geplaatst |
| Matěj Rampula     | 10 m luchtpistool       | 571           | 23            | niet geplaatst | niet geplaatst |
| Matěj Rampula     | 25 m snelvuurpistool    | 581-22x       | 14            | niet geplaatst | niet geplaatst |
| Martin Podhráský  | 25 m snelvuurpistool    | 573-11x       | 27            | niet geplaatst | niet geplaatst |
| Jakub Tomeček     | skeet                   | 121           | 12            | niet geplaatst | niet geplaatst |
| Jiří Lipták       | trap                    | 119           | 18            | niet geplaatst | niet geplaatst |

Vrouwen
| atlete              | onderdeel               | kwalificaties | kwalificaties | finale         | finale         |
| atlete              | onderdeel               | punten        | rang          | punten         | rang           |
| ------------------- | ----------------------- | ------------- | ------------- | -------------- | -------------- |
| Veronika Blažíčková | 10 meter luchtgeweer    | 625,1         | 34            | niet geplaatst | niet geplaatst |
| Veronika Blažíčková | 50 m geweer 3 houdingen | 584-32x       | 16            | niet geplaatst | niet geplaatst |
| Barbora Šumová      | skeet                   | 114           | 22            | niet geplaatst | niet geplaatst |

Gemengd
| atleten                             | onderdeel                 | kwalificaties | kwalificaties | finale         | finale         |
| atleten                             | onderdeel                 | punten        | rang          | punten         | rang           |
| ----------------------------------- | ------------------------- | ------------- | ------------- | -------------- | -------------- |
| Jiří Přívratský Veronika Blažíčková | 10 meter luchtgeweer team | 623,6         | 24            | niet geplaatst | niet geplaatst |
| Jakub Tomeček Barbora Šumová        | skeet team                | 143           | 8             | niet geplaatst | niet geplaatst |

### Taekwondo
Vrouwen
| atleet           | onderdeel | kwalificatie         | eerste ronde               | kwartfinale          | halve finale         | herkansing           | finale / BM          | finale / BM    |
| atleet           | onderdeel | tegenstander uitslag | tegenstander uitslag       | tegenstander uitslag | tegenstander uitslag | tegenstander uitslag | tegenstander uitslag | rang           |
| ---------------- | --------- | -------------------- | -------------------------- | -------------------- | -------------------- | -------------------- | -------------------- | -------------- |
| Dominika Hronová | +67 kg    | n.v.t.               | Park V 0 - 2 (2-6, 3-4)    | niet geplaatst       | niet geplaatst       | niet geplaatst       | niet geplaatst       | niet geplaatst |
| Petra Štolbová   | +67 kg    | n.v.t.               | Lee D-b V 0 - 2 (4-4, 2-3) | niet geplaatst       | niet geplaatst       | niet geplaatst       | niet geplaatst       | niet geplaatst |

### Tafeltennis
Vrouwen
| atleet        | onderdeel | voorronde            | eerste ronde         | tweede ronde         | derde ronde          | kwartfinale          | halve finale         | finale / BM          | finale / BM    |                |
| atleet        | onderdeel | tegenstander uitslag | tegenstander uitslag | tegenstander uitslag | tegenstander uitslag | tegenstander uitslag | tegenstander uitslag | tegenstander uitslag | rang           |                |
| ------------- | --------- | -------------------- | -------------------- | -------------------- | -------------------- | -------------------- | -------------------- | -------------------- | -------------- | -------------- |
| Hana Matelová | enkelspel | bye                  | Yang W 4 - 2         | Eerland V 3 - 4      | niet geplaatst       | niet geplaatst       | niet geplaatst       | niet geplaatst       | niet geplaatst | niet geplaatst |

### Tennis
Mannen
In het enkelspel kwam Jiří Lehečka in aanmerking om geselecteerd te worden voor het Tsjechische tennisteam. Omwille van een blessure moest hij zich terugtrekken.
| atleet                     | onderdeel  | eerste ronde            | tweede ronde                           | derde ronde                            | kwartfinale                        | halve finale              | finale / BM             | finale / BM    |
| atleet                     | onderdeel  | tegenstander uitslag    | tegenstander uitslag                   | tegenstander uitslag                   | tegenstander uitslag               | tegenstander uitslag      | tegenstander uitslag    | rang           |
| -------------------------- | ---------- | ----------------------- | -------------------------------------- | -------------------------------------- | ---------------------------------- | ------------------------- | ----------------------- | -------------- |
| Tomáš Macháč               | enkelspel  | Zhang Z W 6-2, 4-6, 6-2 | Zverev V 3-6, 5-7                      | niet geplaatst                         | niet geplaatst                     | niet geplaatst            | niet geplaatst          | niet geplaatst |
| Jakub Menšík               | enkelspel  | Shevchenko W 6-3, 6-4   | Paul V 3-6, 1-6                        | niet geplaatst                         | niet geplaatst                     | niet geplaatst            | niet geplaatst          | niet geplaatst |
| Tomáš Macháč Adam Pavlásek | dubbelspel | n.v.t.                  | Salisbury - Skupski W 6-4, 3-6, [10-8] | Jerry - Tabilo W 5-7, 7-6[8-6], [10-4] | Krawietz - Pütz W 3-6, 6-1, [10-5] | Krajicek - Ram V 2-6, 2-6 | Fritz - Paul V 3-6, 4-6 | 4              |

Vrouwen
In de oorspronkelijke selectie maakte Marketa Vondrousova - winnaar van de zilveren medaille in Tokio - deel uit van het Tsjechische tennisteam. Omwille van gezondheidsproblemen moest ze zich terugtrekken en werd vervangen door de eerstevolgende Tsjechische op de wereldranglijst: Kateřina Siniaková.
| atleet                                | onderdeel  | eerste ronde                        | tweede ronde                                       | derde ronde                       | kwartfinale                              | halve finale                | finale / BM                       | finale / BM    |
| atleet                                | onderdeel  | tegenstander uitslag                | tegenstander uitslag                               | tegenstander uitslag              | tegenstander uitslag                     | tegenstander uitslag        | tegenstander uitslag              | rang           |
| ------------------------------------- | ---------- | ----------------------------------- | -------------------------------------------------- | --------------------------------- | ---------------------------------------- | --------------------------- | --------------------------------- | -------------- |
| Karolína Muchová                      | enkelspel  | Fernandez V 1-6, 6-4, 2-6           | niet geplaatst                                     | niet geplaatst                    | niet geplaatst                           | niet geplaatst              | niet geplaatst                    | niet geplaatst |
| Barbora Krejčíková                    | enkelspel  | Sorribes Tormo W 4-6, 6-0, 7-6[7-3] | Wang Xin W 6-2, 6-3                                | Svitolina W 7-6[7-5], 2-6, 6-4    | Schmiedlová V 4-6, 2-6                   | niet geplaatst              | niet geplaatst                    | niet geplaatst |
| Linda Nosková                         | enkelspel  | Wang Xi V 3-6, 3-6                  | niet geplaatst                                     | niet geplaatst                    | niet geplaatst                           | niet geplaatst              | niet geplaatst                    | niet geplaatst |
| Kateřina Siniaková                    | enkelspel  | Brunel V 6-7[3-7], 4-6              | niet geplaatst                                     | niet geplaatst                    | niet geplaatst                           | niet geplaatst              | niet geplaatst                    | niet geplaatst |
| Barbora Krejčíková Kateřina Siniaková | dubbelspel | n.v.t.                              | Chang H-c - L Chang W 6-4, 6-0                     | Aoyama - Shibahara W 7-5, 6-4     | AIN Andreeva - Shnaidr V 1-6, 5-7        | niet geplaatst              | niet geplaatst                    | niet geplaatst |
| Karolína Muchová Linda Nosková        | dubbelspel | n.v.t.                              | AIN Aleksandrova - Vesnina W 2-6, 7-6[7-5], [10-6] | Gauff - Peluga W 2-6, 6-4, [10-5] | Hsieh S-w - Tsao C-y W 1-6, 6-4, [14-12] | Errani - Paolini V 3-6, 2-6 | Bucșa - Sorribes Tormo V 2-6, 2-6 | 4              |

Gemengd
| atleten                         | onderdeel  | eerste ronde                  | kwartfinale                      | halve finale                           | finale / BM                           | finale / BM |
| atleten                         | onderdeel  | tegenstander uitslag          | tegenstander uitslag             | tegenstander uitslag                   | tegenstander uitslag                  | rang        |
| ------------------------------- | ---------- | ----------------------------- | -------------------------------- | -------------------------------------- | ------------------------------------- | ----------- |
| Tomáš Macháč Kateřina Siniaková | dubbelspel | Siegemund - Zverev W 6-4, 6-2 | Shibahara - Nishikori W 7-5, 6-2 | Dabrowski - Auger-Aliassime W 6-3, 6-3 | Wang Xin - Zhang Z W 6-2, 5-7, [10-8] | Goud        |

### Triatlon
Individueel
| Atleet         | Evenement | Zwemmen(1.5 km) | Rang 1 | Fietsen (40 km) | Rang 2 | Lopen(10 km) | Totaal Tijd | Ranking |
| -------------- | --------- | --------------- | ------ | --------------- | ------ | ------------ | ----------- | ------- |
| Petra Kuříková | Vrouwen   | 24.02           | 26     | 1.00.40         | 31     | 34.35        | 2.01.02     | 29      |

### Volleybal

#### Beachvolleybal
| atleten                                 | onderdeel | eerste ronde                       | eerste ronde                    | eerste ronde                            | eerste ronde | tussenronde                               | achtste finale                     | kwartfinale          | halve finale         | finale / BM          | finale / BM    |
| atleten                                 | onderdeel | tegenstander uitslag               | tegenstander uitslag            | tegenstander uitslag                    | stand        | tegenstander uitslag                      | tegenstander uitslag               | tegenstander uitslag | tegenstander uitslag | tegenstander uitslag | rang           |
| --------------------------------------- | --------- | ---------------------------------- | ------------------------------- | --------------------------------------- | ------------ | ----------------------------------------- | ---------------------------------- | -------------------- | -------------------- | -------------------- | -------------- |
| Ondřej Perušič David Schweiner          | mannen    | Dearing - Schachter W 21-17, 21-19 | Hörl - Horst W 21-18, 21-13     | Lanci - Oliveira V 18-21, 16-21         | 2            | bye                                       | Boermans - de Groot V 18-21, 16-21 | niet geplaatst       | niet geplaatst       | niet geplaatst       | niet geplaatst |
| Barbora Hermannová Marie-Sára Štochlová | vrouwen   | Cheng - Hughes V 16-21, 11-21      | Müller - Tillmann V 17-21, 9-21 | Chamereau - Vieira W 21-13, 18-21, 15-9 | 3            | Humana-Paredes - Wilkerson V 15-21, 12-21 | niet geplaatst                     | niet geplaatst       | niet geplaatst       | niet geplaatst       | niet geplaatst |

### Wielersport

#### Baanwielrennen
Koppelkoers
| atleet                  | onderdeel            | punten | rondes | rang |
| ----------------------- | -------------------- | ------ | ------ | ---- |
| Denis Rugovac Jan Voneš | koppelkoers (mannen) | 12     | 0      | 7    |

Omnium
| atleet    | onderdeel       | scratchrace | scratchrace | temporace | temporace | afvalrace | afvalrace | puntenrace | puntenrace | totaal punten | rang |
| atleet    | onderdeel       | rang        | punten      | rang      | punten    | rang      | punten    | rang       | punten     | totaal punten | rang |
| --------- | --------------- | ----------- | ----------- | --------- | --------- | --------- | --------- | ---------- | ---------- | ------------- | ---- |
| Jan Voneš | omnium (mannen) | 8           | 17          | 32        | 5         | 14        | 14        | 2          | 11         | 56            | 12   |

#### BMX
Freestyle
| atleet           | onderdeel           | plaatsingsronde | plaatsingsronde | finale | finale |
| atleet           | onderdeel           | score           | rang            | score  | rang   |
| ---------------- | ------------------- | --------------- | --------------- | ------ | ------ |
| Iveta Miculyčová | freestyle (vrouwen) | 84,46           | 3               | 82,30  | 6      |

#### Mountainbiken
| atleet         | onderdeel               | tijd     | rang |
| -------------- | ----------------------- | -------- | ---- |
| Ondřej Cink    | cross-country (mannen)  | 1u32'28" | 25   |
| Adéla Holubová | cross-country (vrouwen) | LAP      | 31   |

#### Wegwielrennen
Mannen
| atleet        | onderdeel    | tijd     | rang |
| ------------- | ------------ | -------- | ---- |
| Mathias Vacek | wegwedstrijd | 6.21.25  | 14   |
| Mathias Vacek | tijdrit      | 37.55,62 | 11   |

Vrouwen
| atleet        | onderdeel    | tijd     | rang |
| ------------- | ------------ | -------- | ---- |
| Julia Kopecký | wegwedstrijd | 4.07.00  | 36   |
| Julia Kopecký | tijdrit      | 44.53,75 | 28   |

### Worstelen

#### Grieks-Romeinse stijl
Mannen
| atleet       | onderdeel | eerste ronde         | kwartfinale          | halve finale         | herkansing           | finale / BM          | finale / BM |
| atleet       | onderdeel | tegenstander uitslag | tegenstander uitslag | tegenstander uitslag | tegenstander uitslag | tegenstander uitslag | rang        |
| ------------ | --------- | -------------------- | -------------------- | -------------------- | -------------------- | -------------------- | ----------- |
| Artur Omarov | −97 kg    |                      |                      |                      |                      |                      |             |

### Zeilen
Vrouwen
| atlete           | onderdeel | voorrondes | voorrondes | voorrondes | voorrondes | voorrondes | voorrondes | voorrondes | voorrondes | voorrondes | voorrondes | voorrondes | voorrondes | voorrondes | voorrondes | voorrondes  | voorrondes  | voorrondes  | voorrondes  | voorrondes  | voorrondes  | voorrondes | voorrondes | kwartfinale | halve finale   | finales        | rang |
| atlete           | onderdeel | 1          | 2          | 3          | 4          | 5          | 6          | 7          | 8          | 9          | 10         | 11         | 12         | 13         | 14         | 15          | 16          | 17          | 18          | 19          | 20          | tot.       | rang       | kwartfinale | halve finale   | finales        | rang |
| ---------------- | --------- | ---------- | ---------- | ---------- | ---------- | ---------- | ---------- | ---------- | ---------- | ---------- | ---------- | ---------- | ---------- | ---------- | ---------- | ----------- | ----------- | ----------- | ----------- | ----------- | ----------- | ---------- | ---------- | ----------- | -------------- | -------------- | ---- |
| Kateřina Švíková | IQFoil    | 8          | 8          | 18         | 10         | 6          | 7          | 13         | 3          | 14         | 8          | 15         | 5          | 19         | 4          | geannuleerd | geannuleerd | geannuleerd | geannuleerd | geannuleerd | geannuleerd | 101        | 5 Q        | 7           | niet geplaatst | niet geplaatst | 9    |

| atlete                       | onderdeel | race | race | race | race | race | race | race | race | race | race | race | race | race           | netto punten | eindnotering |
| atlete                       | onderdeel | 1    | 2    | 3    | 4    | 5    | 6    | 7    | 8    | 9    | 10   | 11   | 12   | M              | netto punten | eindnotering |
| ---------------------------- | --------- | ---- | ---- | ---- | ---- | ---- | ---- | ---- | ---- | ---- | ---- | ---- | ---- | -------------- | ------------ | ------------ |
| Zosia Burska Sára Tkadlecová | 49erFX    | 11   | 13   | 7    | 2    | 20   | 15   | 16   | 19   | 18   | 19   | 18   | 16   | niet geplaatst | 154          | 19           |

### Zwemmen
Mannen
| atleet          | onderdeel        | series | series         | halve finale   | halve finale   | finale         | finale         |
| atleet          | onderdeel        | tijd   | rang           | tijd           | rang           | tijd           | rang           |
| --------------- | ---------------- | ------ | -------------- | -------------- | -------------- | -------------- | -------------- |
| Daniel Gracik   | 100 m vrije slag | 49,65  | 39             | niet geplaatst | niet geplaatst | niet geplaatst | niet geplaatst |
| Daniel Gracik   | 52,61            | 27     | niet geplaatst | niet geplaatst | niet geplaatst | niet geplaatst |                |
| Miroslav Knedla | 100 m rugslag    | 53,41  | 10 Q           | 53,44          | 12             | niet geplaatst | niet geplaatst |
| Martin Straka   | 10km open water  | n.v.t. | n.v.t.         | n.v.t.         | n.v.t.         | 1.57.52,9      | 20             |

Vrouwen
| atleet            | onderdeel         | series  | series | halve finale   | halve finale   | finale         | finale         |
| atleet            | onderdeel         | tijd    | rang   | tijd           | rang           | tijd           | rang           |
| ----------------- | ----------------- | ------- | ------ | -------------- | -------------- | -------------- | -------------- |
| Barbora Seemanová | 100 m vrije slag  | 54,66   | 17 Q   | 53,94          | 13             | niet geplaatst | niet geplaatst |
| Barbora Seemanová | 200 m vrije slag  | 1.57,02 | 10 Q   | 1.56,06        | 6 Q            | 1.55,47        | 6              |
| Barbora Seemanová | 100 m vlinderslag | 57,50   | 9 Q    | 57,64          | 12             | niet geplaatst | niet geplaatst |
| Barbora Seemanová | 200 m wisselslag  | 2.13,47 | 22     | niet geplaatst | niet geplaatst | niet geplaatst | niet geplaatst |
| Kristýna Horská   | 100 m schoolslag  | 1.08,96 | 28     | niet geplaatst | niet geplaatst | niet geplaatst | niet geplaatst |
| Kristýna Horská   | 200 m schoolslag  | 2.26,28 | 16 Q   | 2.25,77        | 15             | niet geplaatst | niet geplaatst |